# Асен Партениев
Асен Иванов Партениев е български революционер, войвода на Върховния македоно-одрински комитет.

## Биография
Подпоручик Асен Партениев е роден в град Лом в 1875 или 1876 година. Учи в родния си град, а по-късно завършва Военното училище в София. Става член на ВМОК и по време на Илинденското въстание в 1903 година е подвойвода в четата на Юрдан Стоянов, която идват в помощ на въстанието в Серския революционен окръг. Подпоручик Партениев участва в сраженията при връх Етипица, местността Гарванина, в голямото сражение при село Пирин и други.
През декември 1904 година навлиза начело на върховистка чета в Малешевско. На 7 април 1905 година четите на подпоручик Партениев и капитан Юрдан Стоянов попадат при село Кашина, Мелнишко, на засада, устроена от Яне Сандански. Партениев е ранен в двете рамена, заловен, заклан и обезобразен по заповед на Сандански.